# Vital' Rahožkin
Vital' Rahožkin (in bielorusso Віталь Рагожкін?, traslitterazione anglosassone: Vital Rahozhkin; Minsk, 21 gennaio 1976) è un ex calciatore bielorusso, di ruolo difensore.
Il suo nome è scritto anche come Vitalii Rahozhkin, Vitali Rogozhkin o anche Vitaliy Rogozhkin (traslitterazione anglosassone, in russo Виталий Рогожкин?, Vitalij Rogožkin).

## Carriera
Ha quasi sempre giocato nella Vyšėjšaja Liha con varie squadre, tranne una stagione nella seconda serie italiana con il Siena (2001-2002), la stagione 2003 in Peršaja Liha con il MTZ-RIPA Minsk e la stagione 2009, l'ultima della carriera, in terza serie con il Slutsksakhar.

## Palmarès

### Club

#### Competizioni nazionali
- Campionato bielorusso: 2

BATE: 1999, 2002